# Кешав Прасад Маурия
Кешав Прасад Маурия (на английски: Keshav Prasad Maurya) е заместник главен министър на Утар Прадеш. Той е член на партията „Bharatiya Janata“ и участва в общите избори в Индия през 2014 г. от парламентарния избирателен район Phulpur в окръг Аллахабад и ги печели.
На 8 април 2016 г., в първия ден на Чайтра, е назначен за ръководител на партията Бхаратия Джаната в Утар Прадеш. Член на Rashtriya Swayamsevak Sangh, той също участва в движението Ram Janmabhoomi.

## Биография
Кешав Прасад Маурия е роден на 7 май 1969 г. в Сирату в квартал Каусамбхи, съседен на Аллахабад, Маурия продължава да учи хинди литература в индуистката Sahitya Sammelan в Алахабад . 

### Политическа кариера
Маурия е свързан с RSS и VHP – Bajrang Dal от ранна възраст, заемайки постовете на Nagar Karyawah и VHP Pranth Sanghathan Mantri, наред с други. Докато е активен в движенията гауракша (защита на крави). Той също така участва в движението Ram Janmabhoomi. В BJP Maurya е бил регионален (Kashi) координатор на клетката от изостанал клас и BJP Kisan Morcha.  Той участва в изборите за събрание през 2002, 2007 и 2012 г. и беше действащият MLA от избирателния район на асамблеята на Сирату, преди да бъде избран за депутат от мястото на Phulpur през 2014 г. с невероятните пет лакха гласа и над 52 процента гласа.  През април 2016 г. той става щатски президент на BJP в Утар Прадеш.  Под негово ръководство BJP регистрира историческа победа на изборите за Законодателно събрание на Утар Прадеш през 2017 г. След излизането на изборните резултати той беше смятан за силен претендент за поста главен министър.    На 18 март 2017 г. е назначен за заместник главен министър на Утар Прадеш. 
Той става първият MLA на BJP от Sirathu Tahseel през 2012 г. Това е първият път, когато MLA на BJP беше избран от Sirathu Tahseel. И след две години и половина той става депутат от Phoolpur от BJP. Той получи министерството на отдела за благоустройство (PWD), хранително-вкусовата промишленост, данъка върху развлеченията и отдела за обществени предприятия.